# Święto niepodległości i dzień dziecka w Turcji
Święto niepodległości i dzień dziecka w Turcji, tr. Ulusal Egemenlik ve Çocuk Bayramı – święto państwowe obchodzone 23 kwietnia jako "narodowy dzień suwerenności i dzień dzieci" w Turcji. 
Data upamiętnia otwarcie tureckiego zebrania w 1920 roku w czasie walki Turcji o niepodległość. Znaczenie dnia dzieci pochodzi z 1929 roku na zlecenie "Instytucji ochrony dziecka".
W 1986 roku rząd turecki zorganizował "Narodowy dziecięcy festiwal" 23 kwietnia. Każdego roku w tym dniu dzieci świętują "Dzień suwerenności i dzień dziecka" jako święto narodowe. Jest ono również świętem obchodzonym przez obywateli, podczas których odbywają się całodzienne ceremonie.